# 京都共栄銀行
株式会社京都共栄銀行（きょうときょうえいぎんこう）は、かつて京都府京都市下京区に本店を置いていた第二地方銀行。府内を中心に
営業を展開していた。

## 概要
1941年、京都産業無尽が広済無尽を吸収合併し昭和産業無尽として発足。1951年、相互銀行法の施行によって昭和産業相互銀行となる。1964年に京都相互銀行に商号を変更。1989年4月に普銀に転換し京都共栄銀行と称した。
営業店は京都府内を中心に敦賀市、小浜市など福井県まで店舗ネットワークを広げていたが、信金王国と呼ばれた府内において有力な取引先を持つことが出来ず、バブル経済期において個人や中小法人向けの不動産融資に力を注いだが、バブル崩壊によって融資が焦げ付き、金融庁の追加指摘により約150億円の債務超過に陥った。
京都共栄銀は、幸福銀行の大株主である大一商店グループが発行済み株式の95%を所有していたため、幸福銀は第三者割当増資の引受などによる経営支援策も検討したが、1998年度から始まる金融監督庁による早期是正処置の導入を控え、幸福銀は京都共栄銀の生き残りは難しいと判断し、1997年10月14日、京都共栄銀は自主再建の断念を表明した。翌年10月、営業権の大半は幸福銀に、府北部地域では福知山市分は幸福銀に譲渡されたものの、中心都市の舞鶴市分は福邦銀行、丹後地方は北京都信用金庫に譲渡され、解散した。これにより、府内に本店をおく地元銀行は京都銀行のみとなった。
営業譲渡された幸福銀には預金保険機構から456億円の金銭贈与が実施されたが、1999年5月に債務超過を指摘され経営破綻した。その後、幸福銀はウィルバー・ロスによる外資系ファンドが設立した受け皿銀行である関西さわやか銀行に事業譲渡して解散した。2003年7月1日には、同行は関西銀行によって子会社化され、2004年2月1日、関西銀は関西さわやか銀を合併。商号を変更し関西アーバン銀行となった。

## 沿革
- 1941年：京都産業無尽が広済無尽を吸収合併。昭和産業無尽として発足。
- 1951年：相互銀行法の施行によって昭和産業相互銀行として発足。
- 1964年：京都相互銀行へ商号変更。
- 1989年：普通銀行へ転換。京都共栄銀行に商号変更。
- 1997年：経営破綻。
- 1998年：京都共栄銀行としての営業終了。幸福銀行、福邦銀行、京都北都信用金庫などに営業譲渡。